# 455
Cette page concerne l'année 455  du calendrier julien. Pour l'année 455 av. J.-C., voir 455 av. J.-C. Pour le nombre 455, voir 455 (nombre).
L'année 455 est une année commune qui commence un samedi.

## Événements

### Asie
- Skandagupta devient empereur Gupta des Indes (fin en 467). Il parvient à contenir les Huns Hephtalites[1].
- Début du règne en Inde de Prithivisena II, roi de Vakataka (fin en 475)[2].
- Destruction de Sirsukh (Taxila) par les Huns[3]. Les kusâna installent leur capitale à Purushapura, près de l’actuelle Peshawar.

### Europe
- 16 mars : Pétrone Maxime fait assassiner Valentinien[4] par un bucellaire d’Aetius, Optila, et par Thraustila, beau-frère de l’empereur[5].

- 27 mars : début du règne de Pétrone Maxime, empereur romain d'Occident. Il force Eudoxie, la veuve de Valentinien, à l’épouser et confère le titre de César à son fils Palladius. Eudoxie, pour venger Valentinien, appelle le Vandale Genséric qui débarque à Ostie et pille Rome pendant plus d’un mois (2 juin). Maxime est lapidé par le peuple pour avoir fui[4].

- Printemps : 
  - Bataille de la Nedao. Le fils aîné d'Attila, Ellac, est tué par une coalition de peuples germaniques hostiles aux Huns, des Gépides, Ruges, Skires et des Sarmates révoltés, conduite par le roi gépide Ardaric. C'est la fin de l'Empire des Huns en Europe car les deux frères d'Ellac, Dengitzic et Ernac, s’enfuient vers l’est avec leur entourage et commencent à occuper les territoires pontiques des Ostrogoths. Irnik, un autre fils d’Attila tentera un raid sur Constantinople qui échouera[6].
    - Certains groupes de Huns sont engagés pour défendre l’Empire d’Orient contre les Germains orientaux. Emnetzur et Ultzindur sont installés en Dacie Ripuaire, dans les vallées de l’Utus, de l’Almus et de l’Oescus, face au royaume gépide. D’autres, sous la conduite de Kelkal, sont intégrés à l’armée d’Aspar comme cavaliers des unités mobiles[6].
    - Les Ostrogoths, à l'effondrement de l'empire d'Attila, refluent vers l’est ou sont fédérés en Mésie ou en Dobroudja, sous la suzeraineté nominale de l'empereur d'Orient, ce qui ne les empêche pas de piller les provinces de l'empire[7].
    - Les Gépides eux, emmenés par leur roi Ardaric, s'établissent dans les Balkans entre le Danube au sud, le Marosch au nord et la Tisza à l'est (actuelle Serbie)[7].
    - Les Skires d’Edika s’installent au sud de la région entre Danube et Tisza[8].

  - Le royaume de Toulouse est confirmé aux Wisigoths par un traité négocié par Avitus, magister militum de Pétrone Maxime[9].

- 31 mai, Rome : Pétrone Maxime est mis à mort, lapidé par la foule alors qu'il tentait de prendre la fuite face aux Vandales qui ont envahi le Portus[10].

- 2-16 juin : sac de Rome[11]. Les Vandales, partis d'Afrique du Nord et conduits par Genséric, prennent et pillent Rome, puis se fixent en Sicile. Ils auraient ravagé Capoue, Nole et les environs de Naples, dont Frattamaggiore[12]. Genséric retourne en Afrique avec un énorme butin et de nombreux otages dont la veuve et les filles de Valentinien.

- 9 juillet : Avitus Eparchius est proclamé empereur romain d'Occident, à Arles, après avoir été porté au pouvoir par une assemblée de sénateurs gaulois à Beaucaire le 7 (455-456)[13]. C'est un sénateur arverne, ancien préfet du prétoire des Gaules, porté au pouvoir par Théodoric II, roi des Wisigoths, dont l'armée entre pacifiquement dans Arles ; à la fin de l'été, Avitus marche sur l'Italie avec un corps de Goths parmi ses troupes[9].

- Bataille d'Aylesford. Les chefs jutes Hengist et Horsa, chargés de combattre les Pictes par Vortigern, font un traité avec eux et se révoltent contre les Bretons ; un premier affrontement a lieu à Aylesford. Horsa est tué, mais son frère Hengist, victorieux fonde le royaume de Kent[14].

## Naissances en 455
- Arthwys mab Mar, roi du Hen Ogledd.

## Décès en 455
- 16 mars : Valentinien III, empereur romain d'Occident, assassiné.
- 31 mai : Pétrone Maxime[10] .
- Prosper d’Aquitaine, né près de Bordeaux v. 390. Il lutta contre les hérésies et fut le secrétaire du pape Léon le Grand.